# Ángel Segurola
Ángel Segurola Olarreaga (né le 9 mars 1935 à Errenteria au Pays basque espagnol et mort le 12 janvier 2017 à Saint-Sébastien) est un joueur de football espagnol, qui évoluait au poste d'attaquant et de milieu de terrain, avant de devenir ensuite entraîneur.

## Biographie

### Carrière de joueur
Ángel Segurola joue en Espagne et en France.
Il évolue dans son pays natal avec les clubs de la Real Sociedad, du Real Madrid, et du Séville FC. Il joue 31 matchs en Primera División, pour six buts, et 16 matchs en Segunda División, pour deux buts.
Avec les Girondins de Bordeaux, il joue 16 matchs en Ligue 1, pour cinq buts, et 19 matchs en Ligue 2, pour quatre buts. Le 14 octobre 1962, il inscrit un triplé en Division 1, sur la pelouse du Racing Club de Lens.